# Gymnotus carapo madeirensis
Gymnotus carapo madeirensis es una de las subespecies en que se divide la especie de pez gimnotiforme de agua dulce G. carapo, la que es denominada comúnmente morena. Se distribuye en ambientes acuáticos tropicales del centro-oeste de Sudamérica.

## Taxonomía
Esta subespecie fue descrita originalmente en el año 2017 por los ictiólogos Jack M. Craig, William G. R. Crampton y James S. Albert.
Localidad tipo
La localidad tipo referida es: “río Candamo (en las coordenadas: 13°31′S 69°41′O / -13.517, -69.683), provincia de Sandia, departamento de Puno, Perú”.
Holotipo
El ejemplar holotipo designado es el catalogado como: MUSM 12949; se trata de un espécimen adulto el cual midió 227 mm de longitud estándar.
Paratipos
Los paratipos fueron los catalogados como: MUSM 12949; se trata de dos ejemplares los cuales midieron 101 y 121 mm de longitud estándar y poseen los mismos datos de colecta que el holotipo.
Etimología
Etimológicamente el término genérico Gymnotus proviene de la palabra del idioma griego gymnos, que significa 'desnudo'.
El epíteto específico carapo deriva del nombre común en idioma portugués carapó, también llamado sarapó, el que a su vez procede del tupí sara’pó, que significa "mano que se desliza".
El epíteto subespecífico madeirensis es un topónimo que refiere a la cuenca en la cual este pez se distribuye: el río Madeira.
Caracterización y relaciones filogenéticas
Respecto a las restantes subespecies, Gymnotus carapo madeirensis se caracteriza por tener la cabeza corta y ancha, una amplia distancia interorbital y un cuerpo proporcionalmente alto.
Los autores evaluaron la estructura de la variación fenotípica de las poblaciones de Gymnotus carapo en las numerosas cuencas hidrográficas en que se extiende su vasta geonemia, utilizando estadísticas multivariadas para cuantificar diferencias fenotípicas dentro y entre cada población, en aspectos relacionados con pigmentación, morfometría geométrica, merística y osteología.
Los resultados obtenidos arrojaron diferencias significativas, pero no diagnósticas, entre las distintas entidades encontradas, las que estaban delimitadas regionalmente, por lo que, para identificarlas taxonómicamente, se inclinaron por emplear la categoría de subespecie y no la de especie.

## Distribución y hábitat
Gymnotus carapo madeirensis se distribuye de manera endémica en cursos fluviales tropicales de la sección superior de la cuenca hidrográfica del río Madeira, uno de los principales afluentes del río Amazonas.
En el Perú habita en el río Madre de Dios en el departamento homónimo y en el río Candamo, en la provincia de Sandia, del departamento de Puno.
En Bolivia habita en el río Guaporé en el departamento de Santa Cruz y en los ríos Mamoré, Madeira y Beni en el departamento homónimo.